# 생성 예술

Condensation Cube, plexiglass and water, by Hans Haacke; Hirshhorn Museum and Sculpture Garden, begun 1965, completed 2008

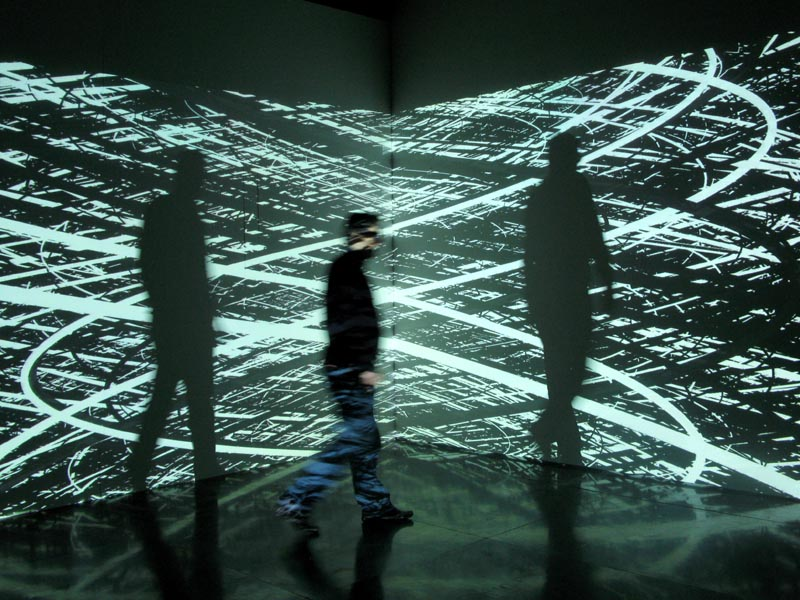
Installation view of Irrational Geometrics 2008 by Pascal Dombis

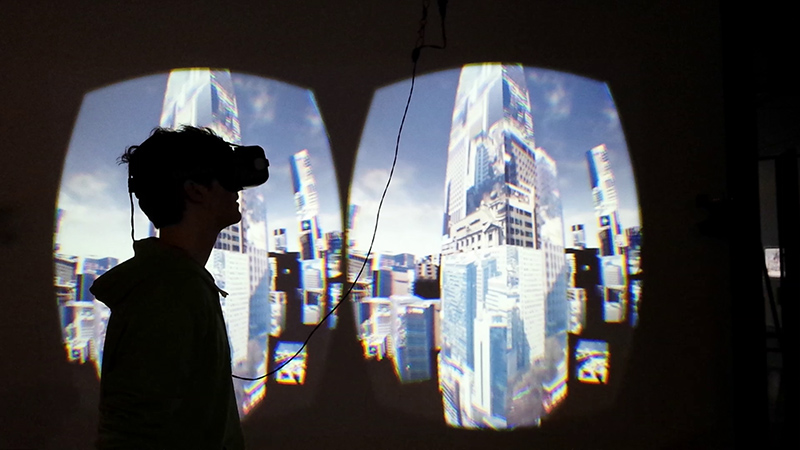
Telepresence-based installation 10.000 Moving Cities, 2016 by Marc Lee

생성 예술(generative art)은 전체 또는 부분이 자율 시스템을 사용하여 생성된 예술을 말한다. 이러한 맥락에서 자율 시스템은 일반적으로 인간이 아닌 것이며 예술가가 직접 결정해야 하는 예술 작품의 특징을 독립적으로 결정할 수 있는 시스템이다. 어떤 경우에는 인간 창조자가 생성 시스템이 자신의 예술적 아이디어를 대표한다고 주장할 수도 있고, 다른 경우에는 시스템이 창조자의 역할을 맡는다고 주장할 수도 있다.
"생성 예술"은 종종 알고리즘 예술(알고리즘으로 결정된 컴퓨터 생성 아트워크) 및 합성 미디어(알고리즘으로 생성된 모든 미디어의 일반 용어)를 의미하지만 예술가는 화학, 생물학, 기계 및 로봇 공학, 스마트 재료, 수동 시스템, 무작위화, 수학, 데이터 매핑, 대칭, 타일링 등을 사용하여 이를 만들 수도 있다.

## 같이 보기
- 인공지능 예술
- 라이프 게임
- 미디어 아트
- 대체 불가능 토큰
- 바다 (운영체제)